# Fiat 628
Le Fiat 628N fut une version du Fiat 626NLM produit spécifiquement pour l'armée allemande entre 1944 et 1945. Il est parfaitement reconnaissable avec sa cabine en bois très carrée "Einheit".

## Histoire
Immédiatement après l'armistice de Cassibile, l'armée nazie allemande qui occupait l'Italie du Nord et contrôlait toutes les usines. Durant les premières années de la guerre, la Wehrmacht avait fait l'acquisition de 3.346 exemplaires du Fiat 626NLM, immatriculés "Lastkraftwagen 3 t Fiat (i) Typ 626". En 1944, elle imposa à Fiat la fabrication de deux versions spécifiques du Fiat 626 : la version gazogène Fiat 626 GL et une version avec une cabine en bois "Einheit", en raison de la rareté de l'acier, et équipée de roues spéciales allemandes, Fiat 628N. 
Cette même cabine en bois « Einheit » avait déjà été montée par les Allemands sur des châssis de camions réquisitionnés en Italie comme les Lancia 3Ro et Fiat-SPA T40.

## Caractéristiques techniques
- Moteur : Fiat 326 - 6 cylindres diesel de 5 750 cm3, rapport de compression 18/1, ou essence 226 de même cylindrée et puissance,
- Puissance : 65 / 70 Ch DIN à 2 200 tr/min,
- Boîte de vitesses : 5 + AR,
- Vitesse maximale : 63 / 75 km/h,
- Pente maxi : 28 %,
- Poids : 3 160 kg à vide - 7,6 tonnes PTC - 14,0 tonnes PTRA
- Autonomie : 400 km sur route, 340 km en tout terrain.

L'embrayage monodisque à sec pouvait être démonté indépendamment de la boîte de vitesses et du moteur, en déposant simplement le carter inférieur. La boîte de vitesses disposait de 5 rapports avant et d'une marche arrière. 
Le pont arrière accueillait le différentiel et le couple conique. Les demi-essieux pouvaient se sortir en bout sans démonter les roues ni soulever le véhicule. 
Les freins à tambour hyrauliques étaient actionnés par un servofrein à air comprimé commandé par pédale. Ils étaient épaulés par un frein à main mécanique agissant sur la transmission. 
La suspension arrière était assurée par des ressorts à lames semi-elliptiques longitudinaux, doublés par des ressorts compensateurs. À l'avant, les ressorts à lames étaient couplés à des amortisseurs hydrauliques. Les roues étaient composées, comme pendant encore très longtemps chez Fiat, de jantes Trilex trois pièces en alliage d'aluminium.
Le circuit électrique 24 V était alimenté par une dynamo de 300 W et desservait deux phares et deux feux de position à l'avant, un feu rouge sur la plaque d'immatriculation arrière, les essui-glaces, l'avertisseur sonore électrique et l'éclairage du tableau de bord.
Le plateau en bois était doté de ridelles. Sur les versions militaires, seule la ridelle arrière, munie d'un marchepied, était rabattable. Pour le transport des troupes, 6 banquettes transversales pouvaient être installées, pour accueillir 18 soldats.

### La version châssis long
En 1940, Fiat lance une nouvelle version du modèle 626 avec châssis allongé, décliné en deux versions : le 626 NL (Nafta Lungo) pour le marché civil et le 626 NLM (Nafta Lungo Militare) pour l'armée. Le 626 NLM sera fabriqué à partir du second semestre 1940 et jusqu'en 1945, tandis que le NL ne restera en production jusqu'en 1948.
La puissance du moteur Fiat 326 était portée de 65 à 70 Ch DIN et les filtres à air remplacés par un filtre à bain d'huile, comme sur le 626 N Coloniale. Le pont arrière était équipé d'un système de blocage de différentiel manuel, tandis que le circuit électrique fonctionnait sous deux tensions : 12 V pour l'alimentation des phares et des accessoires et 24 V pour le démarrage. L'augmentation de l'empattement, qui passait de 3.000 à 3.320 mm, permis d'allonger le plateau de 3.650 mm à 4.004 mm. La hauteur des ridelles fut revue à la hausse, passant de 500 mm à 600 mm (et 650 mm pour la version NLM). La roue de secours, placée horizontalement sur le châssis juste derrière la cabine sur les versions précédentes, fut déplacée après le pont arrière pour laisser la place au caisson du filtre à bain d'huile. Le réservoir d'air comprimé, sur le flanc droit du châssis, qui se trouvait en partie sous la cabine sur les 626 N et NM, fut reculé et ainsi complèment dégagé de la cabine.

## Le Fiat 626 dans les armées étrangères
On a dénombré :
- Italie : # 30.500 exemplaires,
- France : 1.650 exemplaires,
- Allemagne : 3.346 exemplaires achetés, (combien en réalité réquisitionnés dans l'usine Fiat ??) et combien de Fiat 628N produits ?
- Bulgarie : # 100 exemplaires.

Nota : Fiat n'a jamais communiqué le nombre de ses véhicules livrés (ou fournis) aux armées étrangères.

## La gamme Fiat 626: N - NL - NM - NML - BM - BLM - C - EL - RN - RNL
| Modèle                      | 626 N                        | 626 NL                       | 626 NM                       | 626 NML                       | 626 BM                | 626 BML                       | 626 C                        | 626 EL                  | 626 RB - RN                  | 626 RNL                                      |
| --------------------------- | ---------------------------- | ---------------------------- | ---------------------------- | ----------------------------- | --------------------- | ----------------------------- | ---------------------------- | ----------------------- | ---------------------------- | -------------------------------------------- |
| Type                        | Camion civil                 | Camion civil châssis long    | Camion militaire             | Camion militaire châssis long | Camion militaire      | Camion militaire châssis long | Camion militaire colonial    | Camion électrique       | Camion civil surbaissé       | Châssis autocar / autobus                    |
| Composition                 | porteur 4x2                  | porteur 4x2                  | porteur 4x2                  | porteur 4x2                   | porteur 4x2           | porteur 4x2                   | porteur 4x2                  | porteur 4x2             | porteur 4x2                  | porteur 4x2                                  |
| Années de fabrication       | 1939 - 1940                  | 1940 - 1948                  | 1939 - 1945                  | 1940 - 1945                   | 1941 - 1945           | 1941 - 1945                   | 1941 - 1942                  | 1943                    | 1941 - 1942                  | 1939 - 1949                                  |
| Moteur type                 | Fiat 326 diesel inj. directe | Fiat 326 diesel inj. directe | Fiat 326 diesel inj. directe | Fiat 326 diesel inj. directe  | Fiat 226 essence      | Fiat 226 essence              | Fiat 326 diesel inj. directe | Fiat-Ansaldo électrique | Fiat 326 diesel inj. directe | Fiat 326 diesel inj. directe                 |
| Cylindrée (cm3)             | 6 cyl. - 5 750               | 6 cyl. - 5 750               | 6 cyl. - 5 750               | 6 cyl. - 5 750                | 6 cyl. - 5 750        | 6 cyl. - 5 750                | 6 cyl. - 5 750               | Électrique              | 6 cyl. - 5 750               | 6 cyl. - 5 750                               |
| Puissance (ch DIN à tr/min) | 65 à 2 200                   | 65 à 2 200                   | 70 à 2 200                   | 70 à 2 200                    | 70 à 2 200            | 70 à 2 200                    | 70 à 2 200                   | ?                       | 70 à 2 200                   | 70 à 2 200                                   |
| Vitesse (km/h)              | 62                           | 64                           | 60                           | 60                            | 65                    | 70                            | 70                           | ?                       | 70                           | 74                                           |
| Poids (kg) charge utile PTC | 3 140 / 6 600                | 3 520 / 7 600                | 3 000 / 6 600                | 3 320 / 7 050                 | 3 000 / 6 960         | 3 320 / 7 110                 | 3 140 / 7 050                | 3 000 / 6 960           | 3 000 / 6 960                | 27 pl + chauffeur                            |
| Dimensions (mm) L x l x H   | 5 790 x 2 157 x 2 675        | 6 220 x 2 157 x 2 675        | 5 790 x 2 157 x 2 675        | 6 220 x 2 157 x 2 675         | 5 790 x 2 157 x 2 675 | 6 220 x 2 157 x 2 675         | 5 790 x 2 157 x 2 675        | 5 790 x 2 157 x 2 675   | 5 790 x 2 157 x 2 675        | 7 905 x 2 350 x 2 694 (hors galerie de toit) |
| Empattement (mm)            | 3 000                        | 3 320                        | 3 000                        | 3 320                         | 3 000                 | 3 320                         | 3 000                        | 3 000                   | 3 700                        | 4 050                                        |
| Production (unités)         | 7 941                        |                              |                              | 4 090 pour l'armée italienne  |                       | 24 466 pour l'armée italienne |                              |                         |                              |                                              |